# Sorbus paucinervia
Sorbus paucinervia är en rosväxtart som beskrevs av Elmer Drew Merrill. Sorbus paucinervia ingår i släktet oxlar, och familjen rosväxter. Inga underarter finns listade i Catalogue of Life.